# Metropolie Detroit
Metropolie Detroit je jedna z metropolií americké archiepiskopie Konstantinopolského patriarchátu.

## Historie
Roku 1968 byl zřízen Sedmý arcibiskupský okruh se sídlem v Detroitu.
V březnu 1979 byl okruh přeměněn na samostatnou eparchii.
Dne 20. prosince 2002 eparchie získala statut metropolie.
Zahrnuje státy Michigan, Arkansas, Kentucky, části států Indiana, Ohio, Tennessee a severní část státu New York.

## Seznam biskupů a metropolitů

### Sedmý arcibiskupský okruh
- 1962–1968 Germanos (Psallidakis)
- 1969–1978 Iakovos (Garmatis)
- 1978–1979 Timotheos (Negrepontis)

### Eparchie detroitská
- 1979–1995 Timotheos (Negrepontis)
- 1999–2002 Nikolaos (Pissaris)

### Metropolie Detroit
- od 2002 Nikolaos (Pissaris)